# Bang Bang Bang
Bang Bang Bang (с англ. — «Бах бах бах») — одиннадцатый альбом немецкой евродиско-группы Bad Boys Blue, вышедший в 1996 году.

## Об альбоме
В композициях «Bang! Bang! Bang!» и «Anyway Forever» рэп-партии в исполнении Эндрю Томаса. Композиция «U’n’I» в исполненении Мо Рассела. Также Мо Рассел принимал участие в записи песен «Bang! Bang! Bang!», «Anywhere», «Fly Away» и «Anyway Forever».

## Список композиций
1. «Hold You In My Arms» (3:53)
2. «Bang! Bang! Bang!» (3:18)
3. «Anywhere» (3:34)
4. «Keep It In Your Soul» (3:48)
5. «Fly Away» (3:56)
6. «U’n’I» (3:58)
7. «Hold Me Now» (3:41)
8. «Little Girl» (3:57)
9. «Anyway Forever» (3:33)
10. «When I See You Smile» (3:21)
11. «Hold You In My Arms (Extended Version)» (5:26)
12. «Little Girl (Extended Version)» (5:11)
13. «Don’t Be So Shy» (3:25)
14. «Family Beat» (3:55)[2]